# Chrysopilus subauratus
Chrysopilus subauratus är en tvåvingeart som beskrevs av Nina Krivosheina 2006. Chrysopilus subauratus ingår i släktet Chrysopilus och familjen snäppflugor.
Artens utbredningsområde är Rumänien. Inga underarter finns listade i Catalogue of Life.